# Kváskovice
Kváskovice [ˈkvaːskɔvɪt͡sɛ] (deutsch Kwaskowitz) ist eine Gemeinde in Tschechien. Sie liegt elf Kilometer nordöstlich von Volyně in Südböhmen und gehört zum Okres Strakonice.

## Geographie

### Geographische Lage
Kváskovice befindet sich im Vorland des Böhmerwaldes. Das Dorf liegt am linken Ufer des Baches Cehnický potok gegenüber der Einmündung des Radějovický potok. Nördlich erheben sich der Zakly (521 m) und der Na Stráni (512 m), im Nordosten der Radovec (635 m), östlich die Kyše (564 m), im Südosten die Kváskovická hůrka (571 m), südlich die Chmelovka (639 m) und die Skalka (620 m), im Südwesten die Hůrka (544 m) und die Hořice (535 m), westlich der Pahorek (534 m) sowie im Nordwesten der Bratružel (571 m) und der Kněžský hájek (548 m).

### Gemeindegliederung
Für die Gemeinde Kváskovice sind keine Ortsteile ausgewiesen.

### Nachbargemeinden
Nachbarorte sind Jinín im Norden, Cehnice und Dunovice im Nordosten, Drahonice, Albrechtice und Radějovice im Osten, Chrást, Bílsko und Záluží im Südosten, Měkynec, Krajníčko, Koječín und Jiřetice im Süden, Čepřovice, Ovčín und Skály im Südwesten, Milejovice im Westen sowie Jedraž, Milíkovice, Kuřimany und Paračov im Nordwesten.

## Geschichte
Die erste schriftliche Erwähnung von Kváskovice erfolgte 1334, als Margarethe von Rosenberg, die Witwe Bavors III. von Strakonitz, das Städtchen Bavorov und 24 Dörfer ihrem Bruder Peter I. von Rosenberg überschrieb. Im Jahre 1357 ließen die Rosenberger auf dem Malošín die Helfenburg erbauen. In der ersten Hälfte des 15. Jahrhunderts verkauften sie Kváskovice an die Sedlecký von Dub, ihnen folgten die Kořenský von Terešov auf Chřešťovice. In der zweiten Hälfte des 17. Jahrhunderts erwarben die Lažanský von Buggau (Lažanští z Bukové) Kváskovice und schlugen das Dorf ihrem vereinigten Gut Wosek-Bratronitz zu. Als Adam Graf Lažansky von Buggau 1737 verstarb, war sein Besitz überschuldet und fiel 1739 seinen Gläubigern zu. Diese teilten die Herrschaft Bratronitz wieder in die drei Güter Bratronitz, Wosek und Mladiegowitz (Mladějovice) auf, wobei Kváskovice zu letzterem untertänig wurde. Im Jahre 1742 erwarb Adam Philipp Losy von Losinthal das Gut Mladiegowitz und verband es mit seinem Gut Stiekna. Mit seinem Tode erlosch 1781 das Geschlecht der Losy von Losinthal im Mannesstamme. Seine Witwe Ernestine Gräfin Fuchs von Bimbach verkaufte die Güter 1784 an Joseph-Niklas zu Windisch-Graetz. Im Jahre 1840 bestand das an der Straße von Strakonitz nach Barau gelegene Dorf Kwaskowitz aus 33 Häusern mit 250 Einwohnern. Im Dorf gab es einen herrschaftlichen Meierhof, ein Jägerhaus, ein emphyteutisches Wirtshaus und eine emphyteutische Mühle. Pfarrort war Paratschow. Bis zur Mitte des 19. Jahrhunderts blieb das Dorf der Allodialherrschaft Stiekna samt dem Gut Mladiegowitz untertänig. Besitzer waren die Grafen zu Windisch-Graetz.
Nach der Aufhebung der Patrimonialherrschaften bildete Kvasovice / Kwaskowitz ab 1850 einen Ortsteil der Gemeinde Skála in der Bezirkshauptmannschaft und dem Gerichtsbezirk Strakonice. Ab 1880 wurde das Dorf als Kvaskovice bezeichnet. Der heutige Ortsname wird seit Beginn des 20. Jahrhunderts verwendet. Kváskovice löste sich 1910 von Skála los und bildete eine eigene Gemeinde. 1964 wurde Skály eingemeindet. Zum 1. Juli 1975 erfolgte die Eingemeindung nach Paračov. Nach einem Referendum löste sich Kváskovice am 24. November 1990 von Paračov los und bildete eine eigene Gemeinde.

## Kultur und Sehenswürdigkeiten
- Kapelle des hl. Johannes von Nepomuk am Dorfplatz, erbaut in der 1. Hälfte des 19. Jahrhunderts
- Wegkapelle der Jungfrau Maria aus der Mitte des 19. Jahrhunderts, an der Straße nach Paračov
- Bildstock an der Straße nach Radějovice, geschaffen 1842